# Кузя (кондор)
Кузя — андский кондор из коллекции Московского зоопарка 1890-х — начала 1960-х годов.

## Биография
Поступил в Московский зоосад в 1892 году уже взрослым. «Сколько лет Кузе, никто точно не знает. А служитель Никита Иванович говорит, — писала в 1950—1951 годах Вера Чаплина, — что когда пятьдесят шесть лет назад он поступил работать в Зоопарк, то кондор был уже там». С середины 1890-х и до середины 1950-х годов за Кузей бессменно ухаживал Н. И. Тепляков. В те годы, когда в зоосаде было ещё мало отапливаемых помещений, многие птицы гибли в суровые зимы, и Никита Иванович, «как только наступали морозы, перетаскивал Кузю на чердак того дома, где жил сам. Там Кузя проводил самые сильные холода, а с потеплением снова перекочёвывал в свою клетку».
Через несколько лет к Кузе подсадили самку, которую назвали Кузихой. Кузя настолько привязался к своей подруге, что служитель, связывая крылья Кузихе, стал выпускать обоих кондоров из клетки на прогулки по аллеям зоосада. Почти сразу Кузя «облюбовал поблизости небольшую каменную горку и, как только его выпускали, вместе с Кузихой направлялся к ней. На этой горке они обычно сидели до четырёх часов. Потом Кузя, а следом за ним и его подруга спускались вниз и направлялись в клетку. В это время кондоры всегда получали мясо» (по данным 1950-х годов, в ежедневном кормовом рационе Кузе давался 1 кг мяса, его вес составлял 12,5 кг, а размах крыльев достигал 3 метров).
В первое же лето Кузиха дала потомство: в мае кондоры построили в клетке гнездо, в котором самка снесла одно яйцо, и после 51-дневного высиживания из него вылупился птенец. Однако вскоре вся семья кондоров заболела, и через три недели в живых остался только Кузя.
Прошло много времени, но кондор сохранял привязанность к своей умершей подруге. Однажды служитель решил, как и прежде, выпустить его на прогулку. «…Кузя сразу же направился к своей горке. Но он не остался сидеть на ней. Расправил крылья и вдруг, неожиданно взмахнув ими, поднялся в воздух. Он поднимался все выше и выше… И, когда все уже думали, что он не вернется, широкими кругами пошел вниз».
Кондор Кузя умер в 1963 году, прожив в Московском зоопарке 70 лет. Но и после смерти Кузя продолжал оставаться любимцем зоологов и сотрудников Московского зоопарка: «Он был настолько выдающейся личностью, что с тех пор в память о нем всем андским кондорам Московского зоопарка давалась кличка Кузя». А его чучело хранится как уникальный экспонат в Зоологическом музее.

## Литературный герой
В начале 1950-х годов Вера Чаплина написала о знаменитом долгожителе Московского зоопарка рассказ «Кондор», в основу которого были положены воспоминания Никиты Ивановича Теплякова о дореволюционных годах жизни его питомца. Впервые опубликованный в 1955 году и переведённый на японский (1956) и немецкий (1958) языки, рассказ о кондоре Кузе вошёл в главный цикл произведений писательницы «Питомцы зоопарка».